# Großschadensereignis
Das Großschadensereignis (oder Großschadensfall, Großschadenslage) ist im Versicherungswesen ein Schadensereignis, bei dem ein außergewöhnlich hoher Sach-, Personen- oder Vermögensschaden eingetreten ist.
„Außergewöhnlich“ wird im Vergleich zum Schadendurchschnitt der jeweiligen Risikogruppe klassifiziert. Die Quantifizierung von „außergewöhnlich“ nimmt jedes Versicherungsunternehmen nur für sich selbst vor, kann also nicht verallgemeinert werden. Das Großschadensereignis ist ein „außergewöhnlich schwerwiegendes und/oder umfangreiches, unvorhergesehen eintretendes Ereignis, von dem zahlreiche Menschen und/oder Sachwerte und/oder Infrastrukturen betroffen sein können, dessen Folgen jedoch […] in angemessener beherrscht und überwunden werden können“.
Von Großschadensereignissen sind als Versicherungsarten die Haftpflichtversicherung und die Sachversicherung am meisten betroffen. Bei Personenschäden liegt das außergewöhnlich hohe Schadensereignis zwischen 50.000 und 100.000 Euro. Im Sachschadensbereich fallen beispielsweise Flugunfälle, Großbrand oder Massenkarambolage unter diese Kategorie. Die Basler Versicherung stuft in der Transportversicherung eine Schadenshöhe ab 100.000 Schweizer Franken als Großschaden ein. Auch die Frage, ob ein Großschaden bei einem Erstversicherer oder einem Rückversicherer auftritt, spielt eine Rolle. Eine eindeutige Definition oder Abgrenzung zu „Normalschäden“ besteht nicht, sondern der Umfang wird jeweils im Verhältnis zu anderen Schäden derselben Risikogruppe beurteilt.
Im Gegensatz zum Katastrophenschaden bezieht sich der Großschaden auf ein einziges Schadensobjekt (Person, Sache oder Vermögen). Peter Koch grenzte beide wie folgt ab: „Katastrophen sind stets eine Häufung von Einzelschäden, wohingegen der Großschaden einen einzelnen Schaden darstellt. Bei der Katastrophe sind zahlreiche Risiken, Objekte oder Personen betroffen, die keine wirtschaftliche Einheit bilden; der Großschaden bezieht sich dagegen auf ein Wagnis, eine Person oder eine zusammengehörige Personenmehrheit“. Sämtliche Naturkatastrophen (wie Dürren, Erdbeben, Lawinen, Stürme, Tsunamis, Überschwemmungen, Umweltschäden, Unwetter, Vulkanausbrüche) gehören deshalb zum Katastrophenschaden.

## Beispiel
Die Versicherungssumme einer Feuerversicherung zu Gunsten eines Unternehmens als Versicherungsnehmer betrage 50 Millionen Euro. Hiermit sind Betriebsgebäude, Maschinen, Rohstoffe und Fertigerzeugnisse (Lagerbestände) versichert. Der Versicherer kann beispielsweise von vier Schadensszenarien in der Prämienkalkulation ausgehen:
| Schadensfall | Schadenshöhe      | Eintrittswahrscheinlichkeit |
| ------------ | ----------------- | --------------------------- |
| kein Schaden | 0 Euro            | 0,9900                      |
| Teilschaden  | 5 Millionen Euro  | 0,0075                      |
| Teilschaden  | 25 Millionen Euro | 0,0015                      |
| Großschaden  | 50 Millionen Euro | 0,0010                      |

Die Eintrittswahrscheinlichkeit ergibt sich beim Vergleich mit ähnlichen Versicherungsnehmern. „Eintrittswahrscheinlichkeit 0,9900“ bedeutet, dass es in 99 % der Fälle bei diesem Versicherungsvertrag zu keinem Schaden kommt, in 1 % der Fälle gibt es einen Schaden. Ein Teilschaden von 5 Millionen Euro kommt in 75 % aller Schadenfälle vor, 25 Millionen Euro Schaden in 15 % und ein Großschaden in 10 % aller Fälle.

## Großschaden und Großschadensrisiko
Der Großschaden ist ein Schadensereignis, das im Verhältnis zum Schadendurchschnitt der jeweiligen Versicherungsart eine außergewöhnliche Schadenhöhe erreicht. Ein Großschaden ist ein Einzelschaden außerordentlichen Ausmaßes, der sich im Gegensatz zur Katastrophe auf ein Risiko, eine Person oder zusammengehörige Personenmehrheit, einen Gegenstand oder eine Sachgesamtheit bezieht.
Großschäden werden unterteilt in:
- Einzelschäden mit einer großen Schadenshöhe gibt es insbesondere in der Haftpflicht- und Sachversicherung. Die Betriebsunterbrechungsversicherung bei Großunternehmen ist meist mit einem Großschaden verbunden.
- Kumulschäden entstehen durch ein einziges Ereignis (etwa Naturkatastrophen) und betreffen mehrere Versicherungsnehmer.

Ein einziger Großschaden hängt sowohl von der zufälligen Anzahl aller Schäden als auch von der zufälligen Schadenshöhe ab.
Entsprechend wird als Großschadensrisiko im Rahmen des versicherungstechnischen Risikos die Gefahr einer übermäßigen Anzahl und/oder Höhe von Großschäden bezeichnet. Großschäden sind Schadensereignisse, die selten eintreten, aber im Fall ihres Eintretens ein besonders hohes Schadensausmaß aufweisen (englisch low frequency – high severity). Die Quantifizierung des Großschadensrisikos ist ökonomisch von großer Bedeutung. Da Großschäden selten vorkommen, liegt oft keine zuverlässige Statistik vor; als typisch wird angesehen, dass 0,1 % aller Schäden etwa 20 % der Schadenszahlungen verursachen.
Allgemein sollte die interne Großschadensgrenze bei Versicherungsarten, die durch eine Schadenexzedentenrückversicherung geschützt sind, unterhalb der (aktuellen oder geplanten) Priorität der zugehörigen Rückversicherungen liegen. Die Großschadengrenze ist so zu wählen, dass 50 bis 100 Großschäden der letzten Jahre über dieser Grenze liegen.

## Großschadenwahrscheinlichkeit
Die betriebswirtschaftliche Kennzahl der Großschadenwahrscheinlichkeit {\displaystyle GS_{p}} ist der Quotient aus der Summe der Anzahl der Großschäden {\displaystyle GS} und der Summe der Anzahl aller Schäden {\displaystyle S}:
{\displaystyle GS_{p}={\frac {GS}{S}}}.
Gemessen am Beispiel der Basler Versicherung lagen 407 Fälle über der Großschaden-Schwelle von 100.000 Schweizer Franken bei insgesamt 15.196 Schadensfällen, so dass die Großschadenwahrscheinlichkeit 2,7 % betrug.
Die Schadenshäufigkeit {\displaystyle S_{h}} ist der Quotient aus der Summe der Anzahl aller Schäden {\displaystyle S_{T}} und der Summe der Anzahl aller Versicherungsverträge {\displaystyle V}:
{\displaystyle S_{h}={\frac {S_{T}}{V}}}.

## Risikomanagement
Das Risikomanagement eines Versicherers konzentriert sich vor allem auf Großschäden und Kumulschäden. Da jeder unter Umständen zu einem versicherungstechnischen Verlust und damit zu einer Verminderung der Eigenmittel führt, muss das Risikomanagement Risikobewältigung betreiben. Hierzu stehen drei Möglichkeiten zur Verfügung:
- Liability-Hedge: Der entstandene Großschaden führt zum Wegfall bestehender Verbindlichkeiten des Versicherers (versicherungstechnische Rückstellungen). Außerdem kann der Versicherer versuchen, Aufwand an anderer Stelle zu reduzieren.

Beispiele: Rückversicherung, Derivate im Alternativen Risikotransfer.
- Asset-Hedge: Zusätzlicher Ertrag oder fehlender Aufwand soll den Verlust aus dem Großschaden kompensieren.

Beispiel: Entfall der Zinszahlung bei Insurance Linked Securities.
- Leverage-Management ist die temporäre Bereitstellung von Eigenkapital oder Fremdkapital in Höhe des Verlustes aus einem Großschaden.

Beispiele sind das genehmigte Kapital oder die Nachschusspflicht beim Versicherungsverein auf Gegenseitigkeit.
Die Sicherungsgeschäfte führen zu einer Risikokompensation oder zur Risikominderung, genehmigtes Kapital ist eine Kapitalmaßnahme.
Großschäden lassen die Gesamtschadenslast eines Versicherungsportfolios sowohl bei einer Erstversicherung als auch einer Rückversicherung schwanken. Erstversicherer können das Großschadensrisiko ganz oder teilweise durch Risikotransfer auf Rückversicherungen überwälzen. Ein weiteres Instrument zur Risikobewältigung ist die Mitversicherung.

## Rettungswesen
Im Rettungswesen ist das Großschadensereignis (oder die Großschadenslage) ein Ereignis, das mit einem Massenanfall von Verletzten oder Erkrankten sowie anderen Geschädigten oder Betroffenen und/oder erheblichen Sachschäden (DIN 13050) verbunden sein kann. Landesgesetze wie das Bayrische Rettungsdienstgesetz (BayRDG) bringen die Großschadenslage in Verbindung mit der Kapazität (Personalkapazität, Verfügbarkeit von Geräten) bei Rettungseinsätzen: „Reicht die vom Zweckverband für Rettungsdienst und Feuerwehralarmierung als notwendig festgelegte rettungsdienstliche Versorgungsstruktur für die Bewältigung von Schadensereignissen nicht aus (Großschadenslage), wird auf die bei den Durchführenden des Rettungsdienstes vorhandenen zusätzlichen Einheiten zur Unterstützung des Rettungsdienstes zurückgegriffen“ (Art. 19 Abs. 1 BayRDG).
Auch die Fachliteratur der Notfallmedizin bringt den Begriff des Großschadensereignisses häufig in Verbindung mit dem Massenanfall von Verletzten: „Von einem Großschadensereignis wird gesprochen, wenn zahlreiche verletzte Personen vorliegen, z. B. bei einem Zugunglück oder einem Hotelbrand“.

## Wirtschaftliche Aspekte
Großschäden treten ein, wenn sich einzelne Ereignisse an einem Ort und zu einem bestimmten Zeitpunkt zu einem Großschaden aufsummieren wie etwa Massenunfälle auf Autobahnen, großflächige Hagelschäden, Kollisionen von Eisenbahnen, Flugzeugen oder Schiffen. Typische spektakuläre Großschäden waren die Havarie des Tankers Exxon Valdez vor der Küste Alaskas im März 1989, der Untergang der Fähre Estonia in der Ostsee im September 1994. oder die Terroranschläge am 11. September 2001 auf das World Trade Center in New York City. Sie können für einen einzelnen Versicherer existenzbedrohend sein.
Großschäden dieser Art belasten die Schadenquote eines Versicherers extrem, weshalb bei der Prämienkalkulation die seltenen und sehr zufallsgetriebenen Großschäden in der Schadenquote immerhin teilweise angerechnet werden (Großschadenskappung). Um das Großschaden-Risiko zu minimieren, können Erstversicherer im Rahmen des Risikomanagements eine nichtproportionale Rückversicherung als Risikominderung abschließen. Der Erstversicherer trägt im Schadensfall maximal eine bestimmte Höhe als Priorität, und der Rückversicherer leistet den diese Priorität übersteigenden Teil („Überschaden“; „Exzess-Schaden“). Außerdem ist als Risikoteilung eine Mitversicherung möglich.
Wenn ein Versicherungsunternehmen einen Großschaden erleidet, sollte dieser in der Versicherungsbilanz auch dargestellt und nicht durch Glättungsinstrumente verschleiert werden. Hierfür bietet sich der Lagebericht oder konkreter der Risikobericht an.

## Abgrenzung
Der im Rettungswesen und in der Notfallmedizin verwendete Begriffsumfang ist für die Versicherungsbetriebslehre zu eng, weil auch Sach- und Vermögensschäden zu einem Großschadensereignis führen können. Ein Massenanfall von Verletzten liegt vor, wenn „bei einem Schadensereignis die Kapazität des Rettungsdienstes einschließlich seiner Reserven und der in Anspruch genommenen Nachbarschaftshilfe durch die Größenordnung und die zeitliche Entwicklung der Einsatzanforderungen überschritten [wird]“ und die Schnittstelle zur Katastrophe erreicht ist. Daher kann der Massenanfall von Verletzten eines von vielen Großschadensereignissen sein.